# Kabir (Indonesië)
Kabir is een bestuurslaag in het regentschap Alor van de provincie Oost-Nusa Tenggara, Indonesië. Kabir telt 2283 inwoners (volkstelling 2010).